# Nižná Boca
Nižná Boca (in ungherese Szentivánboca, in tedesco Unterbotza) è un comune della Slovacchia facente parte del distretto di Liptovský Mikuláš, nella regione di Žilina.